# Psi1 Orionis
Pour les articles homonymes, voir Psi Orionis.
Désignations
Psi1 Orionis (ψ1 Orionis, ψ1 Ori), également souvent connue par sa désignation de Flamsteed de 25 Orionis, est une étoile de cinquième magnitude de la constellation d'Orion. Elle est distante d'environ 1 110 années-lumière de la Terre. Elle se trouve parmi un amas dense d'étoiles de pré-séquence principale de faible masse dans l'association OB1a d'Orion.

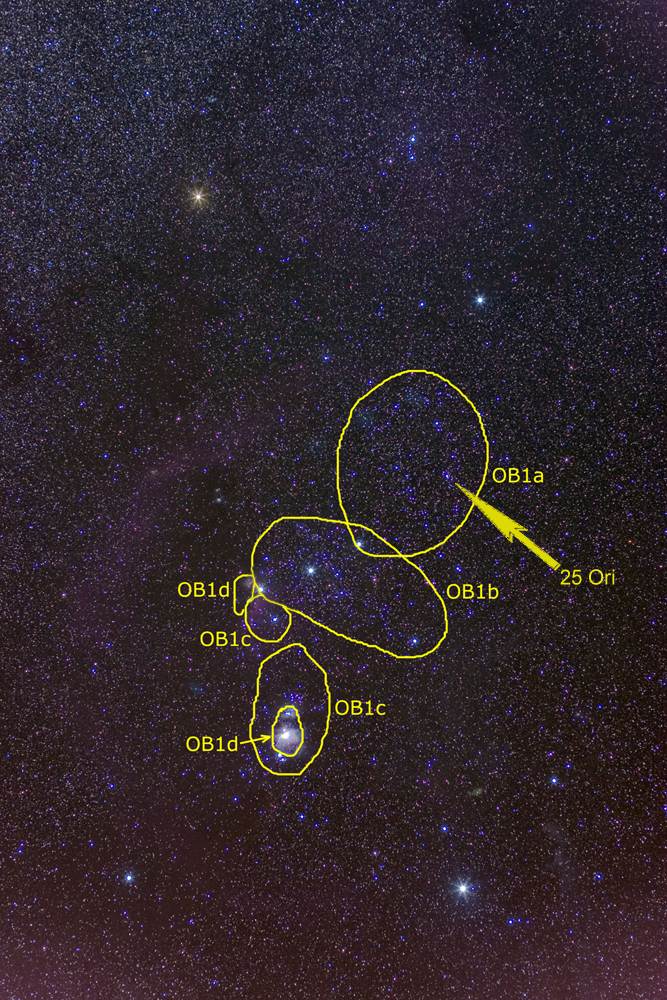
Le groupe 25 Orionis au sein de l'association OB1 d'Orion. ψ Orionis est l'étoile majeure de ce groupe.

## Groupe stellaire
ψ1 Orionis est le membre dominant d'une région riche en étoiles de faible masse, identifiée pour la première fois en 2005 dans une analyse statistique de 2,5 millions d'étoiles, et nommée par conséquent le groupe de 25 Orionis,. C'est l'une des nombreuses sous-associations d'Orion OB1a, qui sont toutes supposées se trouver à une distance d'environ 338 pc (∼1 100 al). Plus de 200 membres du groupe stellaire de 25 Orionis ont été déjà été identifiés, essentiellement des étoiles T Tauri de types spectraux K ou M et de masses inférieures à la moitié de la masse solaire. Dans cette région, on trouve également une soixantaine d'étoiles plus chaudes, dont la variable éruptive V346 Tauri.

## Propriétés

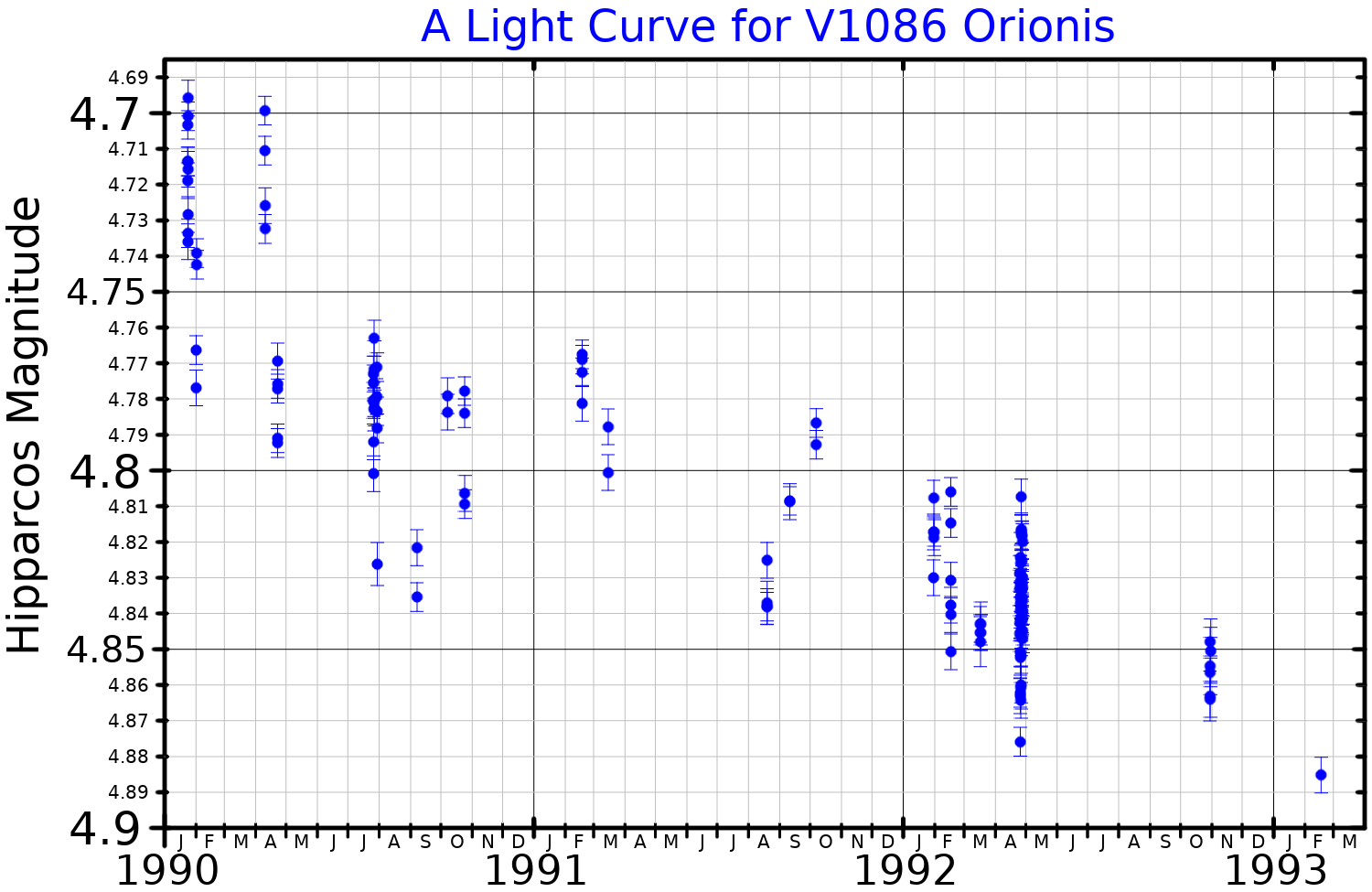
Courbe de lumière de 25 Orionis, tracée à partir des données du satellite Hipparcos.

Comme Pléioné de l'amas ouvert des Pléiades, ψ1 Orionis est une étoile Be avec un disque gazeux circumstellaire. Sa classe spectrale est répertoriée comme B1Vn dans SIMBAD,.
Avec une vitesse de rotation de 316 km/s, bien plus rapide que celle d'Achernar de l'Éridan (251 km/s), et un rayon de 6 R☉, ψ1 Orionis effectue une rotation complète autour de son axe en 23 heures environ. Sa masse supérieure à 10 M☉ la destine à exploser en supernova.
ψ1 Orionis est une étoile variable de type Gamma Cassiopeiae ayant reçu la désignation d'étoile variable V1086 Orionis. Le General Catalogue of Variable Stars répertorie sa magnitude comme variant entre 4,92 et 4,96 dans la bande visuelle (V), soit une amplitude de seulement 0,04 magnitude. Cependant, la photométrie du satellite Hipparcos, qui a une bande passante plus large que la seule bande V, a détecté une plage de variation de luminosité de 0,145 magnitude,.

## Galerie
- Différentes vues de ψ1 Orionis

Différentes vues de ψ Orionis
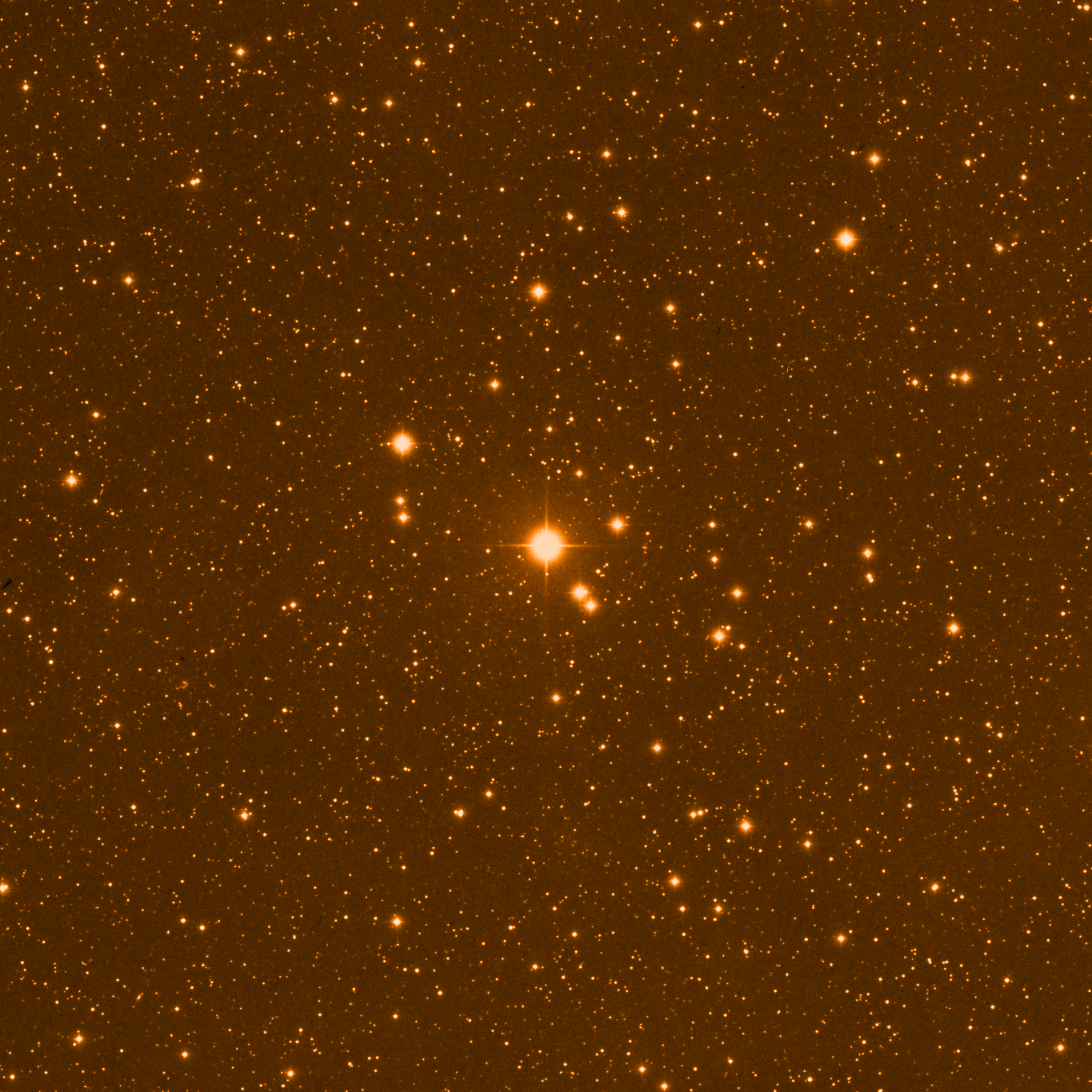
L'étoile ψ1 Orionis - source ESO - DDS2-red
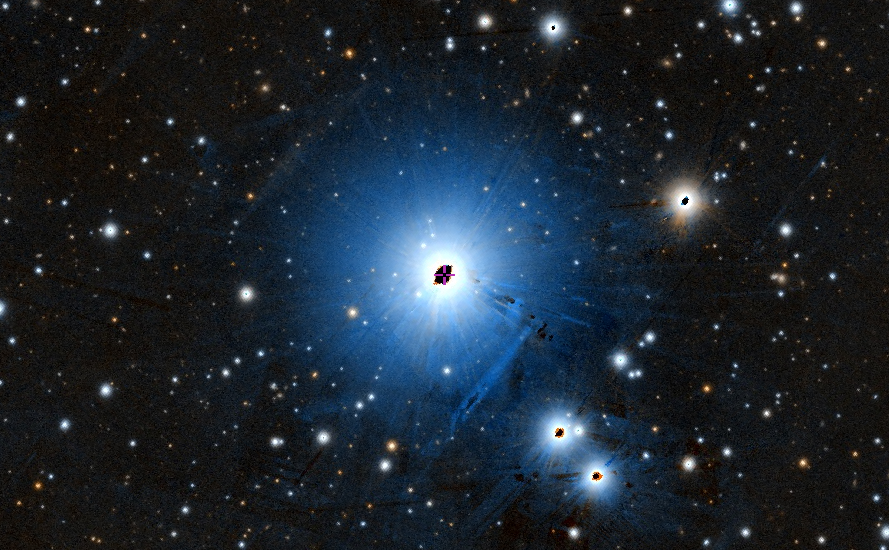
L'étoile ψ1 Orionis - Panstarrs DR1 couleurs (bandes z et g ) - CDS Strasbourg
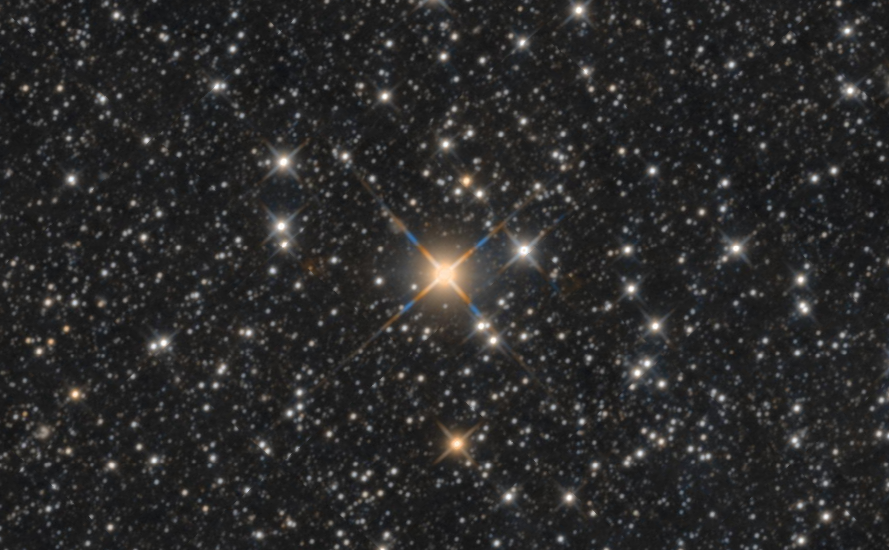
L'étoile ψ1 Orionis - capturée en Unwise Color - CDS Strasbourg
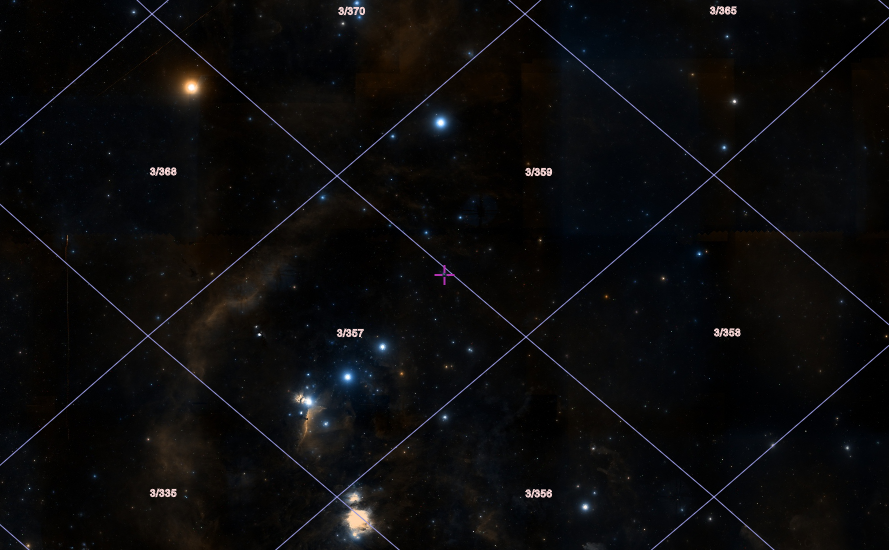
Vu élargie sur la  constellation d'Orion en couleur (DSS) la croix rose marque l'emplacement de ψ1 Orionis - CDS Strasbourg